# Elżbieta Myśkow
Elżbieta Myśkow – polska biolog, dr hab. nauk ścisłych i przyrodniczych, adiunkt Zakładu Biologii Rozwoju Roślin i prodziekan Wydziału Nauk Biologicznych Uniwersytetu Wrocławskiego.

## Życiorys
15 kwietnia 2004 obroniła pracę doktorską Mechanizmy prowadzące do powstania i utrzymania podwójnej piętrowości w kambium, 26 września 2019  habilitowała się na podstawie pracy zatytułowanej Rozwój i funkcjonowanie merystemów wtórnych oraz ich pochodnych. Jest członkiem Rady Dyscypliny Naukowej – Nauk Biologicznych Uniwersytetu Wrocławskiego, była skarbnikiem Polskiego Towarzystwa Biologii Eksperymentalnej Roślin.
Awansowała na stanowisko adiunkta w Zakładzie Biologii Rozwoju Roślin, oraz prodziekana na Wydziale Nauk Biologicznych Uniwersytetu Wrocławskiego.